# هاتولي راجل (فلم)
هاتولي راجل فيلم كوميدي مصري من إنتاج عام 2013. الفيلم من إخراج محمد شاكر خضير وتأليف كريم فهمي.

## قصة الفيلم
على طريقة (ماذا لو؟) الشهيرة، يحكي الفيلم عن عالم تسيطر عليه النساء ويقوم فيه الرجال بالترفيه عن المرأة. يتناول الفيلم في إطار كوميدي شكل العلاقات الخاصة بين الرجال والنساء بشكل معكوس، حيث الرجل دائمًا مقهور ومظلوم، والمرأة متجبرة ومتسلطة، وتستخدم الرجل كوسيلة للمتعة فقط.

## بطولة
| - أحمد الفيشاوي: (مجدى) - شريف رمزي: (علي) - يسرا اللوزي: (علياء) - إيمى سمير غانم: (دينا) - ميريت أسامة: (هند) - كريم فهمي: (سيف) | - شيرين: (ضيفة شرف) - رجاء الجداوي: (ضيفة شرف) - أحمد راتب: (ضيف شرف) - عزت أبو عوف: (ضيف شرف) - دينا: (عزيزة ضيفة شرف) | - كريم محمود عبد العزيز: (عمر) - أحمد عز: (ضيف شرف بشخصيته الحقيقية) - نيكول سابا: (زعيمة عصابة ضيفة شرف) - سمير غانم: (ضيف شرف) - ريهام أيمن: (ضيفة شرف) |

بالاشتراك مع
| - أحمد سعد: مرعي - أماني كمال: منال - زينة مراد: المقدمة سلوى - كابتن جيهان: فرح - سيد منير: شاب اللجنة - مايا فارس: ظابط الجريمة - سامح صبري: صديق فادي - سيف هنو: صديق فادي - كريم شريف: صديق فادي - دينا صالح: صديقة دينا | - ميرا خليل: صديقة دينا - نادية عبد الحميد: اللواء نادية - الأميرة ديانا: سوسن - سمية إبراهيم: هناء - أميرة الشريف: إيمي صديقة علياء - تحية شريف: الجزارة - إكرام سليمان: مخبرة القسم - إيناس المصري: الظابط وفاء - صوفيا: ريم | - نيرة عارف: أسامة منير 36 - نانسي حماد: جميلة بالديسكو - علي بنداري: رجل لبناني - مروة حمدان: فتاة البار - أمنة جمال: فتاة بالديسكو - داليا طه: بودي جارد الديسكو - ماهيتاب: بودي جارد الديسكو - مصطفى هيصة: رجل ليل - تونة: إمراة خليجية | - بسمة شوقي: فتاة التاكسي - سناء فؤاد: والدة فادي - هبة بيسو: فتاة الدي جي - شيماء عباس: مساعدة مخرج - خالد سليمان: كلاينت عمارة مجدي - مجدي وهبة: كلاينت أعلان مجدي - برنسة: حارس عقار مجدي - سحر الثقلي: أحد أفراد العصابة - عهد محمد: طفل الفصل |

## فريق العمل
- إخراج: محمد شاكر خضير
- إنتاج: حسين ماهر
- توزيع: أفلام النصر (محمد حسن رمزي وشركاه)
- تأليف: كريم فهمي
- مونتاج: وائل فرج
- موسيقى تصويرية: مصطفى الحلواني
- مدير التصوير: نزار شاكر

## وصلات خارجية
- مقالات تستعمل روابط فنية بلا صلة مع ويكي بيانات
- صفحة الفيلم في قاعدة بيانات الأفلام العربية